# Sombras de guerra: la Guerra Civil Española
Sombras de Guerra: La Guerra Civil Española es un videojuego de PC del género de estrategia en tiempo real creado por la empresa malagueña Legend Studios ambientado en la guerra civil española y que nos permite ponernos al frente de los ejércitos que participaron en aquella y lo más llamativo de este juego: cambiar el rumbo de la historia. Tardó 3 años en realizarse y tuvo un presupuesto de un millón de euros. 

## Bandos
Sombras de guerra nos permite escoger entre los dos bandos combatientes: nacionales y republicanos, y dentro de ellos, por parte nacional es posible elegir entre la Legión Cóndor, los italianos y los nacionales. A su vez, el bando republicano permite la selección entre las brigadas internacionales, tropas soviéticas y los republicanos. 
Cada bando suma un total de 25 campañas en las que deberá hacerse con el control de la península a través de enfrentamientos por tierra, mar y aire, tales como la batalla del Ebro, la del Jarama, el bombardeo de Guernica, etc.
Como ayuda para tu campaña contarás con la ayuda de 5 héroes de habilidad y nacionalidades distintas.

## Jugabilidad
Sombras de guerra es un videojuego de estrategia en tiempo real (ETR) que contiene herramientas para controlar a los soldados, el armamento y la logística, además de elegir el estado anímico de la tropa, pudiendo elegir entre agresivo, defensivo o normal. Para ayudar a contextualizar la acción, hay explicaciones históricas, además de vídeos y fotografías de corte documental. El desenlace de la contienda depende tanto del camino a seguir elegido por el jugador como de su habilidad en el campo de batalla, ya que se puede conseguir la victoria eligiendo cualquiera de los bandos.

## Recepción
Ya antes del estreno fue criticado en algunos medios, como el diario francés Le Figaro, que lo califican como inoportuno y sin rigor histórico, además de por algunos familiares de los asesinados en el videojuego por trivializar las muerte; sus creadores afirmaron que el videojuego intentaba mostrar lo ocurrido para que no volviera a suceder. La valoraciones de medios especializados españoles fueron bastante negativas, comparando el juego con otros clásicos de la estrategia. En especial el poco control de los jugadores sobre los soldados y su estética de los mismos bastante desenfadada; si bien valoraban notablemente los vídeos documentales (cedidos por la Filmoteca Nacional y la andaluza) y su acabado sonoro. En 3DJuegos el juego fue peor valorado por el público que por la propia web. O algunos politólogos y sociólogos que ven el tema aún arriesgado y polémico.

Aunque ha tenido algunos comentarios positivos como el vicepresidente de la Asociación para la Recuperación de la Memoria Histórica, Santiago Macías, que no lo ve dañino y explica que de igual forma se ha estado utilizando la Segunda Guerra Mundial, aunque sí dijo que debería tener una labor más educativa al ser un producto con una novedad temática, o Antonio Catalán, diseñador del juego de mesa España 1936 con la misma temática, que dijo que ayudaría a tener una visión propia y a normalizar el tema de la guerra pero que aún le falta para conseguirlo totalmente.
En términos comerciales se convirtió un éxito en ventas durante las navidades de 2007, hasta alcanzar las más de 60.000 unidades vendidas, lo que permitió que se realizase una expansión, algunos vieron, como Julián Díez del diario El País, que el éxito fue debido a la polémica suscitada.

## Expansión
Legend Studios desarrolló en 2008 la expansión del juego, que también distribuyó Planeta DeAgostini Interactive bajo el título SDG Objetivo España. En esta ocasión los desarrolladores volvieron a utilizar diversas fuentes documentales para proponer un enfoque lo más contrastado posible. «La Guerra Civil Española – Objetivo España» pretende ser históricamente fidedigno, aunque finalmente, al igual que en el juego, cualquiera de los dos bandos puede ganar la contienda en función de cuál de ellos lleve el jugador.
La nueva entrega cuenta con 8 nuevas misiones, incluyendo acontecimientos históricos como el bombardeo de Barcelona, la defensa de Santander, la batalla de Lopera, la defensa de El Mazuco y el crucero Baleares. Se vuelve a ofrecer la posibilidad de jugar tanto con el bando Republicano o con el Nacional. En el apartado de jugabilidad, destaca el modo multijugador en red local y por Internet para hasta 14 jugadores. Tardó 6 meses en realizarse y aumentó el presupuesto 200.000 euros más.